# Vir
Vir er en ø i Adriaterhavet ud for Kroatiens kyst. Øen ligger ud for byen Zadar på den nordlige del af Dalmatiens kyst. Med et areal på 22,38 km² er øen den 20. største kroatiske adriaterhavsø, og den ottende største af øerne ud for Zadar. Øen havde i 2021 et indbyggertal på 3.196, og var dermed den 15. mest folkerige ø i Kroatien. Det højeste punkt på øen er 122 meter over havet.
Øen ligger ca. 25 kilometer vest for byen Zadar, lige syd for øen Pag. Andre naboøer er Maun, Planik, Olib, Ist, Molat, Sestrunj, Rivanj og Ugljan. Øen har fastlandsforbindelse over en bro fra østsiden af øen til fastlandet ved byen Privlaka; broen var færdigbygget i 1976.
Administrativt er hele øen en kommune (Vir) i Zadar distrikt, og ud over byen Vir ligger landsbyene Torovi og Lozice på øen.
Vir har en middeltemperatur på 15 °C. Mellem maj og september er temperaturen mellem 25 og 36 °C, og i januar lavest med en middeltemperatur på omkring 6,5 °C.
Vir blev første gang nævnt i historiske kilder i Petar Krešimir 4.s charter fra 1069, med titlen Ueru.

## Galleri
- Lučica strand
- Kysten
- Privlakabroen der forbinder øen med fastlandet
- Lejlighed på øen
- En anden strand
- Solnedgang på Vir
- Tropico Beach Bar
- Kaštelina stranden